# Shelly-Ann Fraser-Pryce
Shelly-Ann Fraser-Pryce OD (Kingston, 27 de dezembro de 1986) é uma velocista jamaicana, bicampeã olímpica e pentacampeã mundial dos 100 metros rasos. Entre Jogos Olímpicos, campeonatos mundiais e campeonatos mundiais em pista coberta, ela tem um total de vintee uma medalhas, treze delas de ouro. Suas conquistas e sua consistência nas pistas a fizeram ser considerada "a maior velocista da história", pelo norte-americano Michael Johnson, ex-velocista multicampeão olímpico e hoje comentarista de atletismo. A mesma designação lhe foi dada pela IAAF após suas conquistas no Campeonato Mundial de Atletismo de 2015, em Pequim. Embaixadora da Boa Vontade da UNICEF, ela foi condecorada por seu país com a Ordem de Distinção, uma das maiores honrarias jamaicanas.

## Carreira
Começou a correr quando ainda cursava a escola primária e treinou a maior parte da carreira com o compatriota velocista Asafa Powell. Ainda uma corredora pouco conhecida internacionalmente, sem ser favorita nem para o pódio, ela surpreendeu a todos em Pequim 2008 ao vencer os 100 m rasos em 10s78, à frente de suas compatriotas Sherone Simpson e Kerron Stewart, que empataram no segundo lugar, recebendo ambas a medalha de prata. Também integrou a equipe que fez a melhor marca nos 4x100 m das eliminatórias, mas que foi desclassificada na final por um erro na passagem do bastão.
Em 2009, Fraser tornou-se campeã mundial dos 100 m no Campeonato Mundial de Atletismo de Berlim, com o tempo de 10s73, recorde nacional jamaicano e o então terceiro melhor tempo da história para a prova. No ano seguinte, foi eleita Embaixadora da Boa Vontade da UNICEF para a Jamaica. Em 23 de maio de 2010, porém, durante o Grand Prix de Atletismo de Xangai, na China, ela testou positivo para uma substância proibida após usar medicamento para combater uma dor de dente,  e foi suspensa por seis meses das competições pela IAAF.

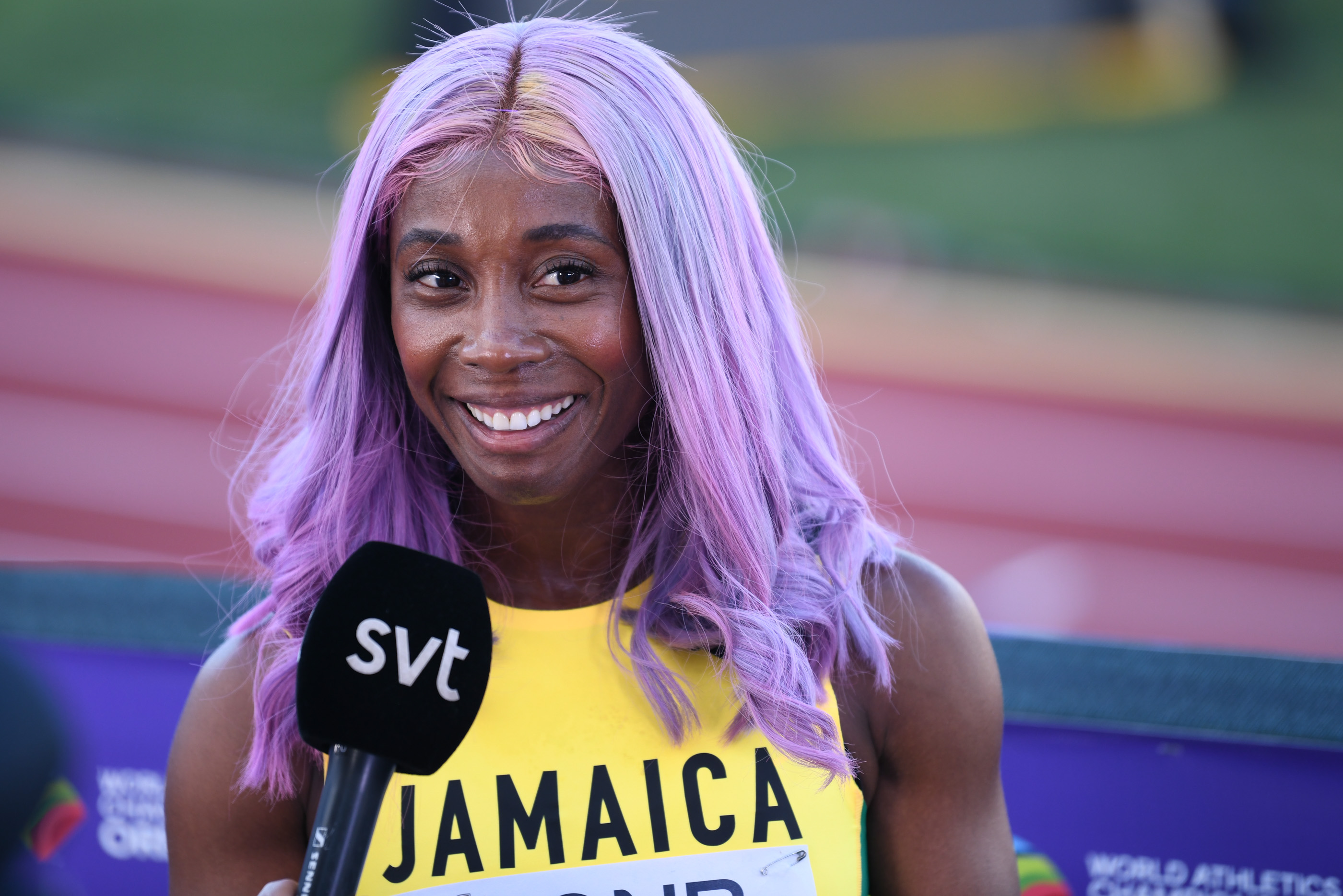
Shelly-Ann no Campeonato Mundial de Atletismo de 2022.

Fraser voltou em grande forma no começo de 2012, vencendo as seletivas jamaicanas para os Jogos de Londres 2012, com o tempo de 10s70, sua melhor marca pessoal, recorde jamaicano e a quarta melhor da história, o que a credenciou como uma das favoritas ao ouro nos 100 metros. Em 4 de agosto ela tornou-se bicampeã olímpica da prova, a primeira não-americana a conseguir o feito, derrotando a norte-americana Carmelita Jeter, campeã mundial em Daegu 2011 e a compatriota e multimedalhista olímpica e mundial Veronica Campbell, com a marca de 10s75.
Em Moscou 2013, Fraser conquistou três medalhas de ouro: tornou-se pela segunda vez campeã mundial dos 100 m rasos, com a marca de 10s71, melhor tempo do ano, conquistou o título também dos 200 m rasos e o ouro por equipes com o revezamento 4x100 m feminino da Jamaica.
Em Pequim 2015 ela igualou-se ao compatriota Usain Bolt sagrando-se tricampeã mundial dos 100 m rasos.
Chegou aos Jogos Olímpicos da Rio 2016 para a tentativa de igualar seu feito em Mundiais e tornar-se a primeira mulher a ser tricampeã olímpica olímpica nos 100 metros; entretanto, uma contusão intermitente que já tinha afetado seu desempenho nas seletivas olímpicas olímpicas da Jamaica, onde perdeu os 100 m para Elaine Thompson, impediu a terceira vitória, e Fraser-Pryce ficou apenas com a medalha de bronze. Conquistou mais uma medalha de prata integrando o revezamento 4x100 m jamaicano.
Fraser retirou-se das pistas pela duas temporadas seguintes, devido à gravidez e o nascimento do primeiro filho, retornando em 2019. Reapareceu internacionalmente nos Jogos Pan Americanos de Lima 2019, onde conquistou a medalha de ouro nos 200 m rasos. Em sua primeira competição global, Doha 2019, mostrou que a gravidez e o afastamento temporário em nada afetaram seu desempenho, tornando-se campeã mundial dos 100 metros rasos, sua sétima medalha de ouro em  mundiais e quarta na distância, com o tempo de 10.71, o segundo melhor da carreira. Dias depois, acrescentou mais um ouro à sua coleção, integrando o revezamento 4x100 jamaicano que venceu a prova em 41:44, a melhor marca de 2019.
Tetracampeã mundial dos 100 m, o tricampeonato olímpico na prova foi mais uma vez impedido por Elaine Thompson em Tóquio 2020, onde ficou apenas com a medalha de prata, perdendo para a compatriota. Conquistou um terceiro título olímpico integrando o 4x100 m jamaicano que ganhou a medalha de ouro, junto com Thompson, Briana Williams e Shericka Jackson.
Em 2022, voltou a fazer história nos campeonatos do mundo em Eugene, ao conquistar o título dos 100 metros pela quinta vez, impondo um novo recorde da prova com 10.67 segundos, aos 35 anos de idade. A atleta partilhou o pódio com duas compatriotas, Shericka Jackson (10.73) e Elaine Thompson-Herah (10.81). Conquistou também a medalha de prata nos 200 metros e no 4x100 m, completando 14 medalhas em sua participação em mundiais. Em Budapeste 2023 conquistou sua primeira medalha de bronze em Mundiais, nos 100 m rasos.
Em 21 de agosto de 2023, Fraser Pryce ficou em terceiro na prova dos 100m rasos do mundial, em Budapeste.

## Suspensão
Fraser-Pryce cumpriu uma suspensão de seis meses do atletismo após uma amostra de urina coletada no encontro da Liga de Diamante de Xangai em 2010 conter Oxicodona, um analgésico que não é considerado como melhorador de desempenho, nem o Código da WADA considerá-lo um agente de mascaramento para outras drogas. Stephen Francis, seu treinador, teria recomendado o analgésico após ela ter relatado uma dor de dente, e Pryce teria esquecido de declarar a medicação em seu formulário de controle de doping, no que ela descreveu como um simples erro de escrita. No entanto, ela assumiu a responsabilidade de seus atos; " Eu sou uma atleta profissional - alguém que supostamente deveria servir de exemplo - seja o que for que eu coloquei no meu corpo cabe a mim assumir a responsabilidade de eu ter feito isso".

## Vida pessoal
Conhecida na Jamaica e no meio do atletismo internacional pelo apelido "Pocket Rocket" (Foguete de Bolso), dado pelo comentarista e narrador jamaicano  Hubert Lawrence após seu primeiro ouro em Pequim pela sua baixa estatura e velocidade, ela gosta tanto dele que assim batizou a fundação sem fins lucrativos que mantém em Kingston, a Pocket Rocket Foundation, que financia os estudos para jovens e promissores atletas que, assim como ela, não puderam arcar com as despesas escolares.
Casada desde 2011 com o namorado da adolescência Jason Pryce – que a fez adicionar este sobrenome ao seu nome profissional no atletismo – em agosto de 2017 ela deu a luz ao primeiro filho, Zyon.

## Reconhecimento
É uma das 100 Mulheres da lista da BBC de 2019.